# 航空・鉄道事故調査委員会 (大韓民国)
航空・鉄道事故調査委員会 (ARAIB, 朝: 항공ㆍ철도사고조사위원회, 英: Aviation and Railway Accident Investigation Board)は大韓民国における航空事故・鉄道事故の調査を担当する国土交通部 (MOLIT) の下部機関。本部は世宗特別自治市に存在する。
韓国航空事故調査委員会と鉄道事故調査委員会が合併し、2006年7月10日に運営を開始した。

## 施設
本部は世宗特別自治市政府世宗庁舎6棟の国土交通部内に存在する。
航空機の飛行データなどを記録しているブラックボックス、事故の残骸などの分析を行う研究施設はソウル特別市江西区の金浦国際空港内にある。
以前の本部は金浦国際空港付近のソウル特別市江西区空港洞に位置していた。

## ARAIBが調査を実施した事故
- アシアナ航空991便墜落事故

調査協力
- アシアナ航空214便着陸失敗事故 - アメリカ国内で発生した事故。ARAIBに調査権限はないが、NTSB（アメリカ国家運輸安全委員会）に調査の協力を実施した。
- アシアナ航空162便着陸失敗事故 - 日本国内で発生した事故。ARAIBに調査権限はないが、JTSB（国土交通省運輸安全委員会）に協力するため、調査官を派遣した。